# Josh Dallas
Joshua Paul Dallas (més conegut com a Josh Dallas), és un actor estatunidenc nascut el 18 de desembre del 1978. És més conegut pel seu paper de Príncep Charming/David Nolan en la sèrie de televisió Once Upon a Time (en català, Hi havia una vegada) del canal ABC.

## Carrera
Es va graduar en New Albany High School a prop de Kentucky. A l’edat 16 anys, va rebre una beca (Beca Sarah Exley) per assistir a l'escola de teatre Mountview Academy of Theatre Arts situada en Londres, Anglaterra.
Després de graduar-se en Mountview Academy of Theatre Arts, Josh es va unir a Royal Shakespeare Company amb tan sols 20 anys, per després participar en el Royal National Theatre, l'English National Opera, la New Shakespeare Company i el Young Vic.
La seva carrera professional va començar l'any 2006 amb la pel·lícula Ultimate Force, però va començar a ser un actor d'èxit gràcies al paper que va fer a Thor. Aquest paper el va guanyar quan l’actor irlandès Stuart Townsend va deixar a últim moment el seu paper com a Fandral, en aquell moment el van trucar a ell perquè el substituís. Poc després que aquesta pel·lícula fos un èxit el van contractar per començar a rodar la sèrie de televisió Once Upon a Time, que és amb la que s'ha fet més reconegut. Gràcies al seu paper patagó ha sigut nominat tres vegades a importants premis de la televisió, però cap d'elles ha cavat en guanyador. A l’acabar de gravar aquella sèrie (2018), el van contractar per ser el protagonista de la sèrie Manifest que ara en el 2022 és bastant reconeguda.

## Vida personal
Josh va passar tota la seva infància en Louisville, Kentucky, amb els seus pares Robert Michael Dallas Jr. i Diana Raymond.
Va conèixer a l'actriu anglesa, Lara Pulver, el 2003 mentre treballava en Johanna, Windsor. Es van casar el Nadal del 2007 i van divorciar-se en el desembre del 2011. Abans de separer-se de Lara Pulver, Josh Dallas va començar a sortir amb la coprotagonista de Once Upon a Time, Ginnifer Goodwin. El maig del 2012 es va fer pública la seva relació amorosa. Es van comprometre a Los Angeles l'octubre de 2013 i es van casar el 12 d'abril de 2014.
Aquesta cerimònia va ser privada i es va fer a Califòrnia, Dallas, amb tots els familiars i els coprotagonistes de Once Upon a Time.
Van tenir 2 fills, el primer, el primogènit de la parella es diu Oliver Finlay Dallas que va néixer el 2014 i el segon fill es diu Hugo Wilson Dallas va néixer el 2016

## Filmografia

### Cinema
| Any  | Títol                | Rol         | Nota         |
| ---- | -------------------- | ----------- | ------------ |
| 2008 | 80 Minutes           | Floyd       | Protagonista |
| 2009 | The boxer            | Ben         | Protagonista |
| 2009 | The Descent 2        | Greg        | Secundari    |
| 2009 | Ghost Machine        | Bragg       | Veu          |
| 2011 | Thor 1               | Frandral    | Secundari    |
| 2012 | Escuadrón Rojo       | Ryan        | Secundari    |
| 2012 | Trigger Point        | Tom Wisher  | Protafonista |
| 2013 | Thor: The Dark World | Frandal     | Secundari    |
| 2016 | Zootròpolis          | Frantic Pig | Veu          |

### Sèries
| Any         | Títol            | Rol                                         | Nota         |
| ----------- | ---------------- | ------------------------------------------- | ------------ |
| 2006        | Ultimate Force   | Weaver                                      | Un episodi   |
| 2008        | Doctor Who       | Node 2                                      | Un episodi   |
| 2010        | Hawaii 5.0       | Ben Bass                                    | Un episodi   |
| 2011        | CSI              | Kip Woodman                                 | Un episodi   |
| 2011 - 2018 | Once Upon a Time | David Nolan/ Pincep Charming/ Princep James | Protagonista |
| 2018 - 2022 | Manifest         | Ben Stone                                   | Protagonista |

### Pel·lícules per a televisió
| Any  | Títol                              | Rol                 | Nota         |
| ---- | ---------------------------------- | ------------------- | ------------ |
| 2009 | Els últims dies de Lehman Brothers | Ace                 | Secundari    |
| 2011 | Five                               | Henry               | Secundari    |
| 2016 | Sidekick                           | James/Capita Strong | Protagonista |